# Takastenus annulipes
Takastenus annulipes là một loài tò vò trong họ Ichneumonidae.